# Горшков Геннадій Васильович
Генна́дій Васи́льович Горшко́в (нар. 23 жовтня 1939, с. Недайвода Криворізького району Дніпропетровської області — пом. 2007, Донецьк) — театральний актор, народний артист України (1998).

## Життєпис
1960 — закінчив Дніпропетровське театральне училище (викладач О. Галун).
З 1960 року працював в Донецькому українському музично-драматичному театрі.
1978 року був удостоєний звання народного артиста України.
2001 року став лауреатом Премії ім. М. Крушельницького Національної спілки театральних діячів України.
Пішов з життя у вересні 2007 року.

## Ролі
- Альфред Дуліттл («Піґмаліон» Б. Шоу)
- Андронаті («Зілля» за О. Кобилянською)
- Бальбоа («Дерева вмирають стоячи» А. Касони)
- Він («Дев'ять ночей… дев'ять життів…» М. Вішнєка)
- Дідусь («Петя і вовк» С. Прокоф'єва)
- Ібрагім («Роксолана» за П. Загребельним)
- Іван Непокритий («Дай серцю волю, заведе в неволю» М. Кропивницького)
- Круглик («Закон» В. Винниченка)
- Лікар («Дивна місіс Севідж» Дж. Патрика)
- Малахій («Народний Малахій» М. Куліша)
- Президент фон Вальтер («Підступність і кохання» Ф. Шіллера)
- Райнер («Соло для годинника з боєм» О. Заградника)
- Тев'є-Тевель («Поминальна молитва» Г. Горіна за Шолом -Алейхемом)

## Визнання
- 1998 — Народний артист України.
- 2001 — Премія ім. М. Крушельницького НСТДУ